# Scophthalmus aquosus
Scophthalmus aquosus es una especie de pez de la familia Scophthalmidae en el orden de los Pleuronectiformes.

## Morfología
Pueden alcanzar los 45,7 cm de longitud total.

## Distribución geográfica
Se encuentra en las  costas del  Atlántico occidental (desde el Golfo de San Lorenzo - Canadá - al norte de Florida - Estados Unidos).